# Flesh and Blood (álbum de Roxy Music)
Flesh and Blood ou Flesh + Blood é o sétimo álbum de estúdio do grupo britânico de art rock Roxy Music.
| Críticas profissionais                                                      | Críticas profissionais |
| Avaliações da crítica                                                       | Avaliações da crítica  |
| Fonte                                                                       | Avaliação              |
| --------------------------------------------------------------------------- | ---------------------- |
| allmusic                                                                    | [ 2 ]                  |
| Esta tabela precisa de ser acompanhada por texto em prosa. Consulte o guia. |                        |

## Faixas
1. "In the Midnight Hour"  – 3:09
2. "Oh Yeah (On The Radio)" – 4:51
3. "Same Old Scene" – 3:57
4. "Flesh and Blood" – 3:08
5. "My Only Love" – 5:16
6. "Over You" – 3:27
7. "Eight Miles High" – 4:55
8. "Rain, Rain, Rain" – 3:20
9. "No Strange Delight" – 4:44
10. "Running Wild" – 5:03

## Créditos
- Bryan Ferry – vocal, teclado, piano, sintetizadores, guitarra.
- Phil Manzanera – guitarra, baixo.
- Andy Mackay – saxofone e oboé.